# Schnee-Glöckchen
Schnee-Glöckchen ist ein Walzer von Johann Strauss (Sohn) (op. 143). Das Werk wurde am 2. Dezember 1853 im Tanzlokal Zum Sperl erstmals im Rahmen eines Festbanketts des russischen Botschafters Felix Baron Meyendorff aufgeführt.

## Weblink
- Schnee-Glöckchen auf der Naxos CD Beschreibung

## Einzelnachweis
1. ↑  Quelle: Englische Version des Booklets (Seite 27) der 52 CDs umfassenden Gesamtausgabe der Orchesterwerke von Johann Strauß (Sohn), Hrsg. Naxos (Label). Das Werk ist als vierter Titel auf der 7. CD zu hören.